# Herr Satan själv

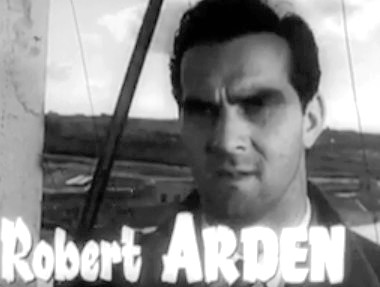
Robert Arden som Guy Van Stratten.

Herr Satan själv (engelsk originaltitel: Mr. Arkadin, brittisk titel: Confidential Report) är en fransk-spansk-schweizisk engelskspråkig thriller från 1955 skriven, regisserad och producerad av Orson Welles. Filmen hade spansk premiär 20 oktober 1955. I Sverige hade filmen premiär 10 oktober 1956.
Filmen spelades in i Europa 1954, i huvudsak på olika orter i Spanien som Costa Brava, Segovia, Valladolid och Madrid, men även på andra platser som London, München, Paris, franska rivieran samt Château de Chillon vid Genèvesjön i Schweiz.

## Handling
Den amerikanske småskurken Guy Van Stratten befinner sig i Europa när han hamnar mitt i en mordscen. Den döende mannen viskar två namn till Van Strattens kvinnliga sällskap, ett av dem "Gregory Arkadin", och med den lilla biten information kommer han snart en excentrisk och hemlighetsfull affärsmagnat på spåren.

## Om filmen
- I en scen i filmen återberättas fabeln om skorpionen och grodan av Orson Welles titelkaraktär Gregory Arkadin.
- Orson Welles sägs ha baserat filmens huvudkaraktär Gregory Arkadin efter den grekiske finans- och affärsmannen Sir Basil Zaharoff som gjorde sig en stor förmögenhet på olje- och vapenhandel under första världskriget.[2]

## Rollista (i urval)
| Orson Welles     | – Gregory Arkadin    |
| Robert Arden     | – Guy Van Stratten   |
| Paola Mori       | – Raina Arkadin      |
| Akim Tamiroff    | – Jakob Zouk         |
| Michael Redgrave | – Burgomil Trebitsch |
| Patricia Medina  | – Mily               |
| Mischa Auer      | – Professorn         |
| Jack Watling     | – Bob                |
| Katina Paxinou   | – Sophie             |
| Grégoire Aslan   | – Bracco             |
| Peter van Eyck   | – Thaddeus           |
| Suzanne Flon     | – Baronessan Nagel   |
| Gert Fröbe       | – bayersk polisman   |
| Eduard Linker    | – bayersk polisman   |